# Хојерсверда
Хојерсверда или Војереце (њем. Hoyerswerda, глсрп. Wojerecy) град је у њемачкој савезној држави Саксонија. Једно је од 63 општинска средишта округа Бауцен. Посједује регионалну шифру (AGS) 14625240, NUTS (DED23) и LOCODE (DE HWE) код.

## Географски и демографски подаци
Град се налази на надморској висини од 117 метара. Површина општине износи 95,1 km². У самом граду је, према процјени из 2010. године, живјело 39.214 становника. Просјечна густина становништва износи 413 становника/km².

## Међународна сарадња
| Мјесто    | Држава               | Врста сарадње | Од    |
| --------- | -------------------- | ------------- | ----- |
|           | Пољска               | партнерство   | 2006. |
|           | Финска               | партнерство   | 1998. |
| Фокстон   | Уједињено Краљевство | контакт       | 1991. |
| Кројцвалд | Француска            | контакт       | 1990. |
| Извор     |                      |               |       |